# Diaptomus graciloides
Diaptomus graciloides är en kräftdjursart som beskrevs av Wilhelm Lilljeborg 1888. Diaptomus graciloides ingår i släktet Diaptomus och familjen Diaptomidae. Inga underarter finns listade i Catalogue of Life.